# جيم بومان
جيم بومان (بالإنجليزية: Jim Bowman)‏ هو لاعب كرة قدم أمريكية أمريكي، ولد في 26 أكتوبر 1963 في كاديلاك في الولايات المتحدة.

## وصلات خارجية
- جيم بومان على موقع مرجع كرة القدم المحترفة.كوم (الإنجليزية)
- جيم بومان على موقع JustSportsStats.com (الإنجليزية)